# ブルー・フォー・ユー
| 専門評論家によるレビュー | 専門評論家によるレビュー |
| レビュー・スコア         | レビュー・スコア         |
| 出典                     | 評価                     |
| ------------------------ | ------------------------ |
| Allmusic                 | [ 1 ]                    |

『ブルー・フォー・ユー』 (Blue for You) は、イギリスのロック・バンド、ステイタス・クォーによる9枚目のスタジオ・アルバム。

## 解説
アルバムは1976年3月にリリースされた。リーバイスとのタイアップがついており、ジャケット写真ではメンバーがブルー・ジーンズに身を包んだほか、イギリスのジーンズ・ショップでもアルバムが販売された。
このアルバムのリリース後、アンディ・ボウンがキーボーディストとして正式にバンドに加入したため、「フランティック・フォー」のラインナップとしては最後のアルバムとなった。また、バンド自身によるプロデュースも本作が最後であり、その結果、以後のアルバムでは、サウンドが著しくライトに、そしてポップになっている。
パーフィット作の「レイン」が、アルバムからのファーストシングルとして1976年2月にリリースされ、全英7位となった。B面には、アルバム未収録のロッシとヤングの共作「ユー・ロスト・ザ・ラヴ」が収録されている。アルバムは、その次月にリリースされ、全英アルバムチャートで3週間連続1位となり、バンドの長い経歴の中でも最も成功した作品の1つである。パーフィットとヤングによる「ミステリー・ソング」のエディテッド・ヴァージョンがセカンドシングルとして同年7月にリリースされ、数ヶ月後に最高11位に達した。1974年のアルバム『ブギに憑かれたロックン・ローラー』収録のパーフィットとランカスター作「ドリフティング・アウェイ」がシングルのB面となっている。
1976年12月に、アーリー・カーターとウィリアム・ウォレン作曲のハンク・トンプソン・アンド・ヒズ・ブラゾス・バレー・ボーイズによる名曲「ワイルド・サイド・オブ・ライフ」のカバーをリリースした。B面には、ロッシとランカスターによる新曲「オール・スルー・ザ・ナイト」が収録され、シングルは9位を獲得した。

## 収録曲
1. 今が最高!! - "Is There a Better Way"
演奏時間: 3:31、作曲: ロッシ、ランカスター
2. マッド・アバウト・ザ・ボーイ - "Mad About the Boy"
演奏時間: 3:31、作曲: ロッシ、ヤング
3. リング・オブ・ア・チェンジ - "Ring of a Change"
演奏時間: 4:15、作曲: ロッシ、ヤング
4. ブルー・フォー・ユー - "Blue for You"
演奏時間: 4:08、作曲: ランカスター
5. レイン - "Rain"
演奏時間: 4:24、作曲: パーフィット
6. ローリング・ホーム - "Rolling Home"
演奏時間: 3:01、作曲: ロッシ、ランカスター
7. それが本当さ - "That's a Fact"
演奏時間: 4:20、作曲: ロッシ、ヤング
8. イーズ・ユア・マインド - "Ease Your Mind"
演奏時間: 3:12、作曲: ランカスター
9. ミステリー・ソング - "Mystery Song"
演奏時間: 6:44、作曲: パーフィット、ヤング

### 2005年リイシュー盤ボーナストラック
1. ユー・ロスト・ザ・ラヴ - "You Lost the Love"
作曲: ロッシ、ヤング
2. ミステリー・ソング (シングル・ヴァージョン) - "Mystery Song [Single Version]"
作曲: パーフィット、ヤング
3. ワイルド・サイド・オブ・ライフ (デモ) - "Wild Side of Life"
作曲: アーティー・カーター、ウィリアム・ウォレン
4. オール・スルー・ザ・ナイト - "All Through the Night"
作曲: ロッシ、ランカスター
5. ワイルド・サイド・オブ・ライフ (デモ) - "Wild Side of Life [Demo Version]"
作曲: アーティー・カーター、ウィリアム・ウォレン

## パーソネル
- ジョン・コーガン - ドラム
- アラン・ランカスター - ベース、ギター、ヴォーカル
- リック・パーフィット - ギター、キーボード、ヴォーカル
- フランシス・ロッシ - ギター、ヴォーカル

## チャート
| チャート             | 年   | 最高 順位 |
| -------------------- | ---- | --------- |
| 全英アルバムチャート | 1976 | 1         |